# Brandanschlag
Ein Brandanschlag ist ein besonderer Fall der Brandstiftung. Häufig sind Brandanschläge politisch motiviert.

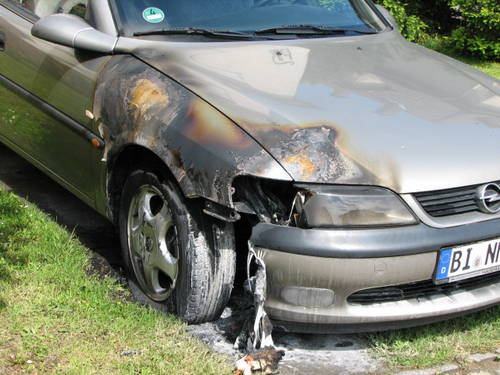
Ein Auto nach einem Brandanschlag

In der Regel richtet sich der Angriff mit einem Brandsatz oder Brandmittel gegen ein Gebäude, ein Fahrzeug oder eine öffentliche Einrichtung. Das Ziel der Täter besteht häufig darin, durch nachhaltige Feuereinwirkung einen möglichst großen Schaden zu erzielen. In einigen Fällen wird die Beschädigung von benachbarten Gebäuden oder gar die Verletzung oder Tötung anwesender Personen in Kauf genommen oder beabsichtigt.
Die Tatabsicht des oder der Täter besteht bei politisch motivierten Brandanschlägen meist darin, in Verbindung mit einem Bekennerschreiben, die Aufmerksamkeit der Öffentlichkeit auf ein bestimmtes gesellschaftlich relevantes Thema zu lenken. Auch kann bei Brandanschlägen der Vernichtungswille gegenüber den Opfern und die kriminelle Energie der Täter eine Rolle spielen (siehe Brandanschlag von Mölln, Ausschreitungen in Rostock-Lichtenhagen, Brandanschlag von Solingen und Flüchtlingsfeindliche Angriffe in der Bundesrepublik Deutschland).
Bei spontanen Taten werden als brandverursachende Mittel oft schnell herzustellende Molotowcocktails eingesetzt. Bei geplanten Taten kommen eher Unkonventionelle Spreng- und Brandvorrichtungen mit einer Zündzeitpunktverzögerung (z. B. Wecker, chemische Zündung) zum Einsatz, um den Tätern Zeit zur Flucht zu verschaffen. Diese selbst hergestellten Brandsätze können einen aufwendigen Aufbau unter Verwendung von elektronischen Bauteilen haben, aber auch mit einfachsten Mitteln produziert sein. Entsprechende Bauanleitungen kursieren im Internet oder in Untergrundschriften wie der radikal.

## Brandanschläge mit hohem Medieninteresse
- 1968: Kaufhaus-Brandstiftungen am 2. April 1968
- 1969  Brandanschlag auf die al-Aqsa-Moschee in Jerusalem
- 1978: Brandanschlag Cinema Rex in Abandan (Iran)
- 1982: Brandanschlag auf die Pilatus-Flugzeugwerke in Stans (Schweiz)
- 1988: Brandanschlag von Schwandorf
- 1991: Brandanschlag von Hünxe
- 1991: Ausschreitungen in Hoyerswerda
- 1992: Ausschreitungen in Rostock-Lichtenhagen
- 1992: Brandanschlag von Dolgenbrodt
- 1992: Brandanschlag von Mölln
- 1993: Brandanschlag von Solingen
- 1993: Brandanschlag von Sivas
- 1995: Brandanschlag auf das provisorische Gebetshaus der Fatih-Moschee (Essen)
- 1996: Lübecker Brandanschlag
- 2003–2005: 3 Brandanschläge auf die Malmöer Moschee
- 2006: Brandanschlag auf das Wohnhaus von René Stadtkewitz
- 2010: Brandanschläge auf die Şehitlik-Moschee in Berlin
- 2011: Brandanschläge auf Kraftfahrzeuge in Berlin
- 2009 bis 2013: Neonazi Brandanschlags-Serie in Berlin[1][2]
- 2011: Brandanschlag auf die Wilmersdorfer Moschee in Berlin
- 2014: Brandstiftung in der Mevlana-Moschee in Berlin
- 2014/2015: Brandanschlag-Serie der „Deutschen Widerstandsbewegung“[3]
- 2015: Brandanschlag von Tröglitz
- 2015: Fremdenfeindliche Proteste in Freital
- 2015: Fremdenfeindliche Ausschreitungen in Heidenau
- seit 2016 Neonazi-Brandanschlag-Serie in Berlin-Neukölln[1][4]
- 2018: Brandanschlag auf die Koca-Sinan-Moschee in Berlin-Reinickendorf[5]
- seit 2020: Brandanschläge auf 5G-Sendemasten in mehreren europäischen Ländern
- 2024: Linksextremistisch motivierter Brandanschlag auf Tesla Gigafactory Berlin-Brandenburg[6][7]
- Im März 2024 kamen nach einer Brandstiftung in einem Mehrfamilienhaus in Solingen vier Menschen um ihr Leben, viele weitere wurden verletzt.